# Homoneura quadrifaria
Homoneura quadrifaria är en tvåvingeart som beskrevs av Shatalkin 1993. Homoneura quadrifaria ingår i släktet Homoneura och familjen lövflugor. Inga underarter finns listade i Catalogue of Life.